# Jullienipora calypsoides
Jullienipora calypsoides är en mossdjursart som först beskrevs av Jullien 1882.  Jullienipora calypsoides ingår i släktet Jullienipora och familjen Stomatoporidae. Inga underarter finns listade i Catalogue of Life.